# Port de Viinistu
Le port de Viinistu (estonien : Viinistu sadam, code EE VIN  est un port à Viinistu en Estonie,.

## Présentation
Le port est situé dans le village de Viinistu de la commune de Kuusalu dans le comté de Harju. 
Le port est un ancien port de pêche transformé en marina géré par OÜ Viinistu Kultuuri-ja konverentsikeskus.
Des excursions en bateau vers l'île de Mohni partent du port sur réservation préalable.

## Galerie

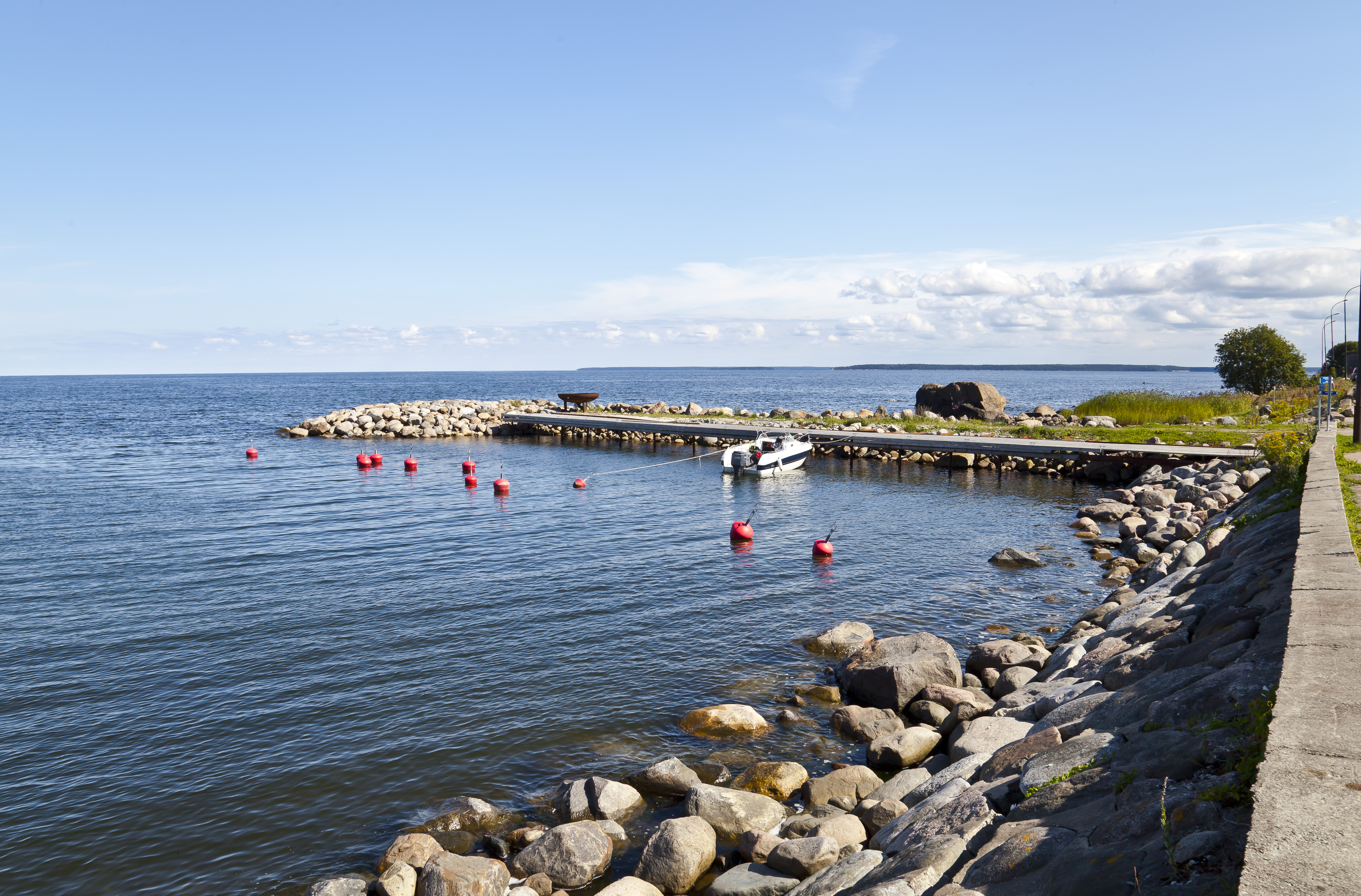
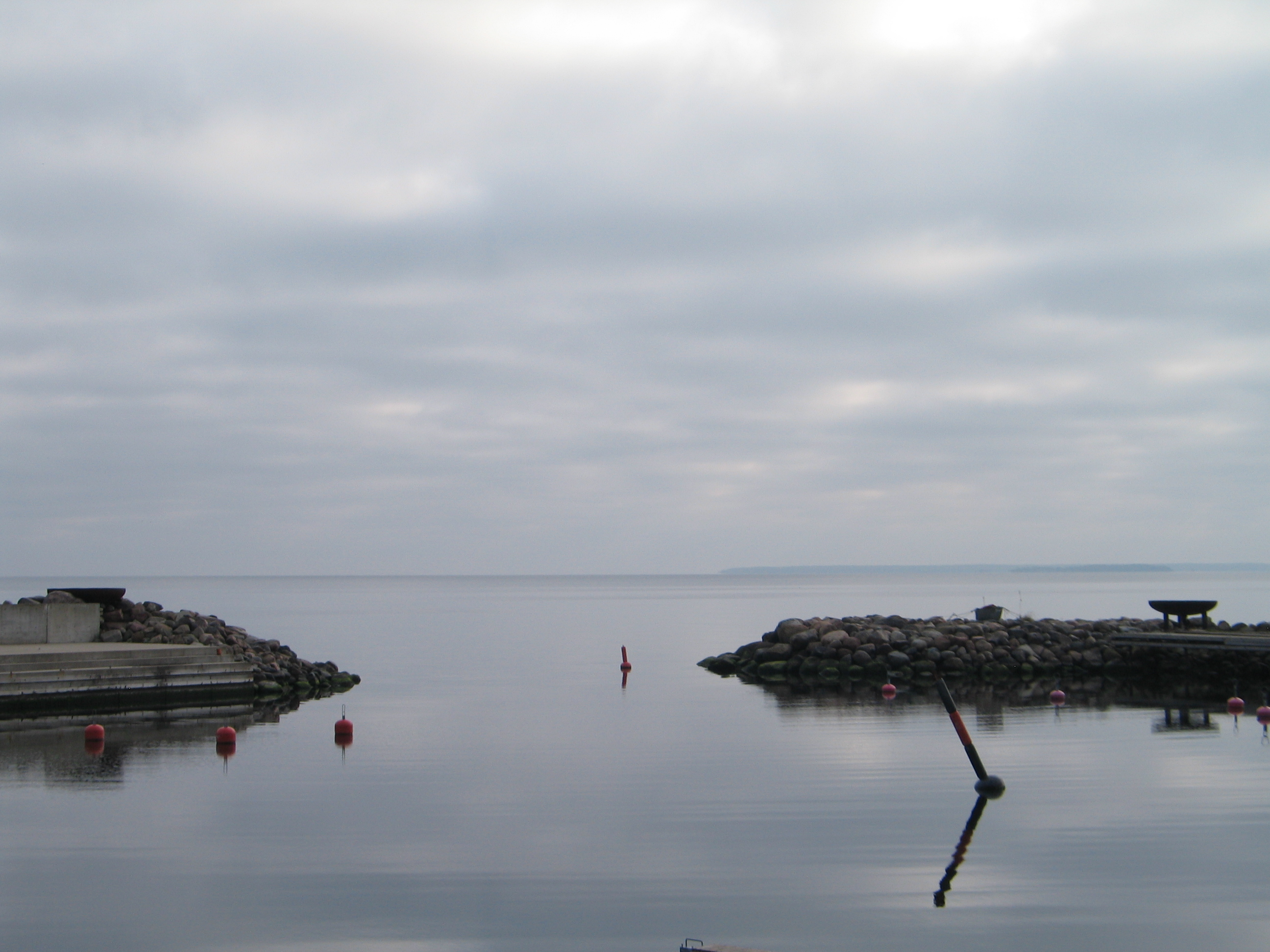
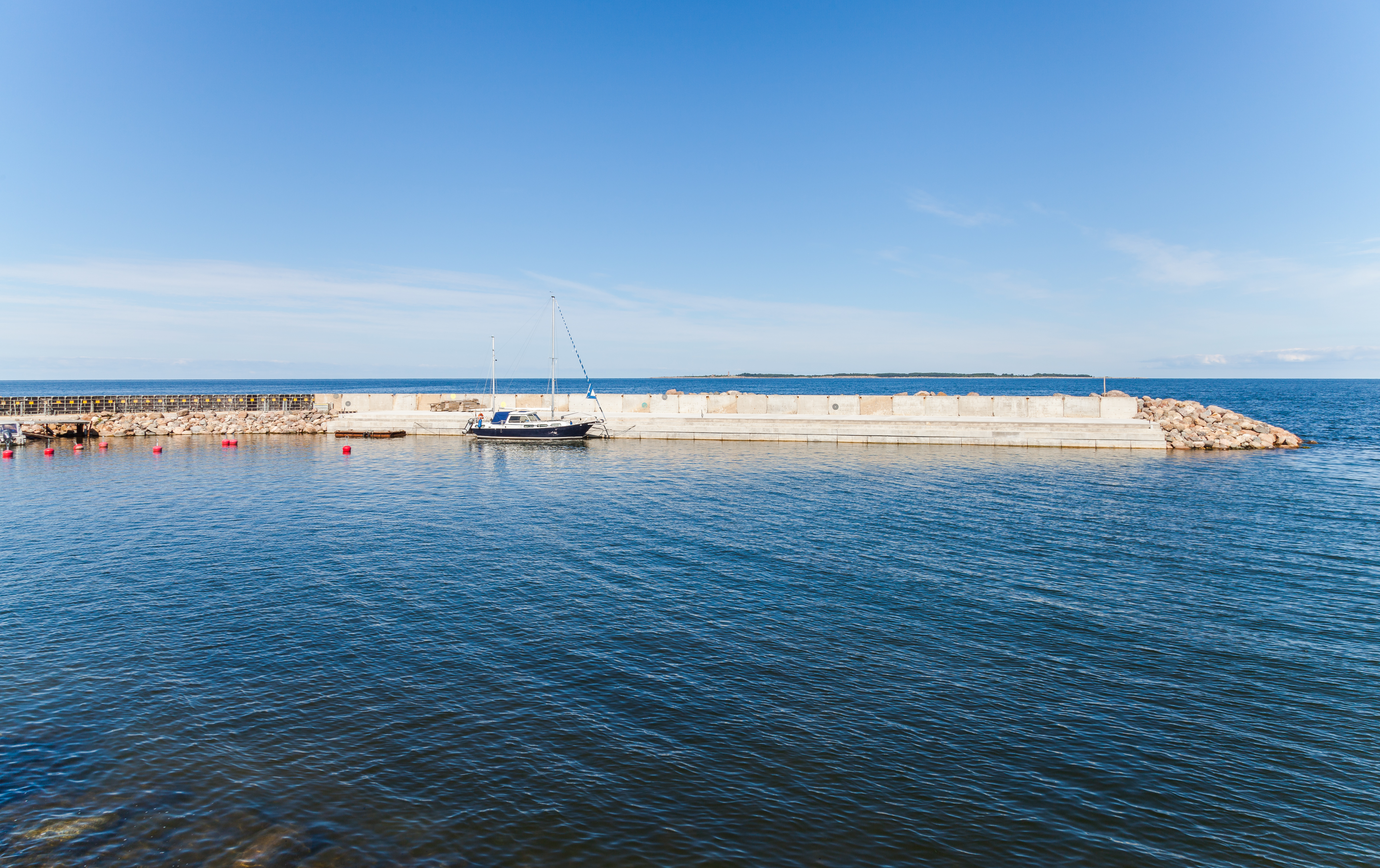
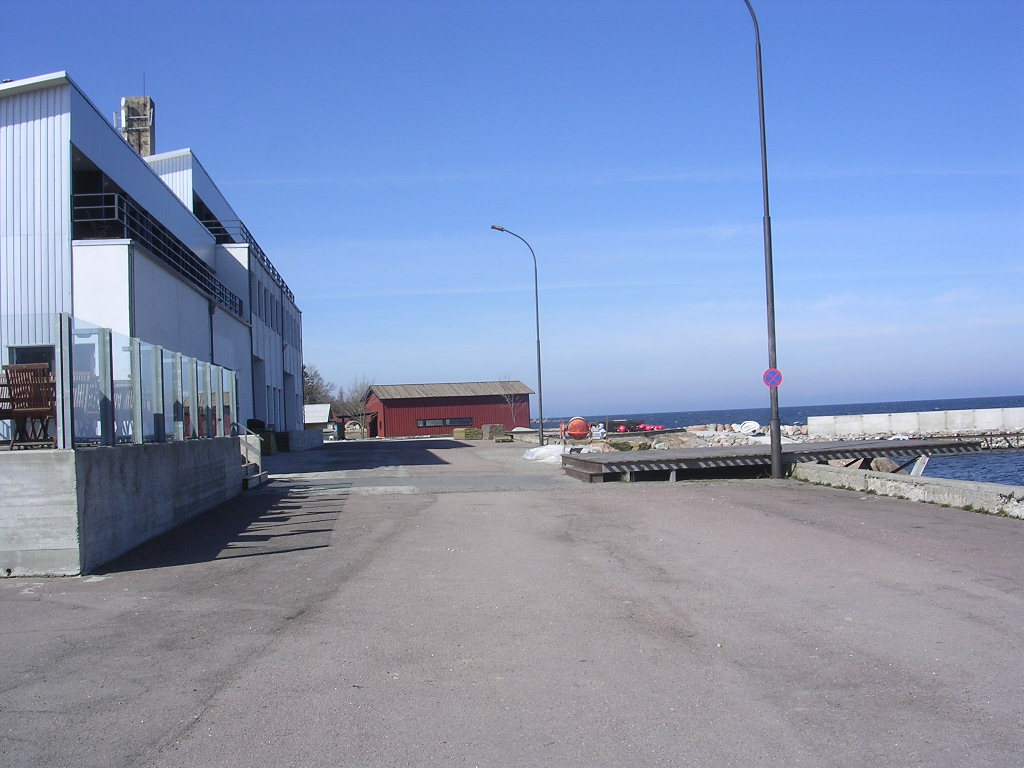